# Helmholtz Juniors
Die Helmholtz Juniors (kurz HeJus) sind eine Doktorandeninitiative innerhalb der Helmholtz-Gemeinschaft Deutscher Forschungszentren (HGF), der größten außeruniversitären Wissenschaftsorganisation Deutschlands. Sie wurde im Mai 2005 gegründet. Die Helmholtz Juniors repräsentieren die Doktoranden aller Helmholtz-Forschungszentren.
Ziele sind eine intensive Vernetzung der Doktoranden untereinander sowie eine weitere Verbesserung der Doktorandenausbildung durch konstruktive Initiativen. Sie vertritt derzeit die Interessen von etwa 8000 Doktoranden (Stand: 2017).

## Zusammensetzung
Die Helmholtz Juniors sind ein jährlich wechselndes Team aus jeweils zwei Abgesandten pro Helmholtz Forschungszentrum, welche an ihrem Standort entweder der Doktorandeninitiative angehören oder von ihr entsandt wurden. Existiert noch keine Doktorandeninitiative, entsendet die jeweilige Geschäftsführung zwei Doktoranden. Alle Juniors sind für jeden Doktoranden innerhalb der Helmholtz-Gemeinschaft Ansprechpartner, um ihre Belange in die Diskussionen einzubringen.

## Gründung und wichtige Meilensteine
Die Gründung erfolgte am 5. Mai 2005 auf der konstituierenden Tagung der Helmholtz Juniors in Berlin. Die Initiative wurde am Abend den Vertretern der Mitgliedszentren der Helmholtz Gemeinschaft auf einem Treffen der Deutschen Parlamentarischen Gesellschaft im Reichstagspräsidentenpalais durch die Initiatoren offiziell vorgestellt.
Die Initiative entstand auf einem zentrenübergreifenden Doktoranden-Retreat des Helmholtz-Zentrums für Infektionsforschung (HZI), bei dem Doktoranden des HZI, des Stiftung Alfred-Wegener-Instituts für Polar- und Meeresforschung (AWI) und des Helmholtz-Zentrums für Umweltforschung (UFZ) anwesend waren. Nach einer intensiven Diskussion über die unterschiedlichen Gegebenheiten an den verschiedenen Standorten entwickelten die Initiatoren Torge Martin, Anna Barbara Heide (beide AWI), Phillip Hahn, Nadia Zghoul, Varsha Gupte, Cornelia Hunke (alle HZI), Ralf Wagner und Christine Reinemann (beide UFZ) ein Konzept für eine Helmholtz-weite Doktorandeninitiative. Dieses stellten sie dem damaligen Präsidenten der Helmholtz Gemeinschaft Walter Kröll vor, der dieses Konzept unterstützte.
Um die Durchführung einer jährlich geplanten helmholtz-weiten Doktorandenkonferenz zu verstetigen (siehe Doktorandenkonferenzen), wurde den Helmholtz Juniors ab dem Jahr 2017 ein eigenes Budget von Seiten HGF genehmigt. Dies machte eine Änderung der Satzung und die Wahl eines Schatzmeisters nötig, der für das Budget verantwortlich ist. Auf dem HeJu Jahrestreffen 2016 wurden diese Änderungen beschlossen und eine Schatzmeisterin gewählt.

## Jahrestagungen
Es wird jährlich eine Gesamtkonferenz aller Helmholtz Juniors abgehalten, um den Verlauf begonnener Projekte zu begutachten und das Vorgehen für das kommende Jahr zu koordinieren. Es findet eine offizielle Übergabe der alten Helmholtz Juniors an die neuen Helmholtz Juniors statt, Arbeitsgruppen werden neue besetzt und die HeJu Sprecher werden neu gewählt. Auf der Gründung wurde beschlossen, die Jahrestagungen zu Beginn des Jahres an einem Standort der Helmholtz Gemeinschaft durchzuführen.
Bisherige Jahrestagungen:
- 2005: Berlin (konstituierende Tagung)
- 2006: UFZ, Leipzig
- 2007: DKFZ, Heidelberg
- 2008: FZJ, Jülich
- 2009: HZI, Braunschweig
- 2010: HMGU, München
- 2011: DESY, Hamburg
- 2012: KIT, Karlsruhe
- 2013: HZG, Teltow
- 2014: HZDR, Dresden
- 2015: AWI, Bremerhaven
- 2016: DLR, Oberpfaffenhofen
- 2017: DKFZ, Heidelberg
- 2018: FZJ, Jülich
- 2019: GEOMAR Kiel
- 2020: HZDR Dresden

Seit Sommer 2014 findet jährlich ein Halbjahrestreffen in der HGF-Geschäftsstelle in Berlin statt. Das Halbjahrestreffen ist als reines Arbeitstreffen angedacht.

## Personen

### Sprecher
Wahl
Die Gemeinschaft der Helmholtz Juniors wählt auf jeder Jahrestagung für das kommende Jahr zwei neue Repräsentanten. Auf Vorschlag kann jeder anwesende Doktorand zur Wahl aufgestellt werden, der noch für mindestens ein Jahr Doktorand ist. Bei der geheimen Abstimmung hat jedes Zentrum zwei Stimmen, die im Regelfall von den beiden Repräsentanten eines Standorts getrennt abgegeben werden. Die beiden Kandidaten, die jeweils mehr als ein Viertel aller abgegebenen Stimmen auf sich vereinen, werden als gleichberechtigte Sprecher gewählt.
Bisherige Sprecher
- 2005: Ulrike Lemke (DKFZ) und Phillip Hahn (HZI)
- 2006: Anna Kruschinski (MDC) und Simon Lang (GSI)
- 2007: Anastasia Galkin (GFZ) und Jochen vom Brocke (DKFZ)
- 2008: Tilman Janzen (HMGU) und John Kettler (FZJ)
- 2009: Sebastian Aderhold (DESY) und Torsten Leitner (HZB)
- 2010: Connie Walther (AWI) und Christoph Schlude (DKFZ)
- 2011: Connie Walther (AWI) und Michael Fischer (AWI)
- 2012: Marlene Bamberg (DLR) und Martin Seilmayer (HZDR)
- 2013: Doaa Megahed (MDC) und Jaques Ehret (HMGU)
- 2014: Nichloas Engel (HZB) und Sripriya Murthy (HZI)
- 2015: Meike Köhler (HMGU) und Daniel Neumann (HZG)
- 2016: Dagmara Rusiecka (GEOMAR) und Elias Eckert (DKFZ)[3]
- 2017: Giulia Caglio (MDC) und Konstantin Kuhne (HZDR)
- 2018: Vasiliki Anastasopoulou (MDC) und Erich Zähringer (DLR)
- 2019: Stephanie Taylor (DZNE) und Tim Lienig (FZJ)
- 2020: Pengbo Sun (DKFZ)/Michaela Loeffler (UFZ) und Isabela Paredes Cisneros (DKFZ)[4]
- 2021: Martin Schrader (HZDR) und Ivona Kafedjiska (HZB)
- 2022: Jakob Rauscher (GFZ) und Prerna Karthaka (HMGU)
- 2023: Johannes Krämer (FZJ) und Nagesh Jagtap (HZDR)

### Schatzmeister
Seit dem Jahrestreffen 2016 wird jährlich auch ein Schatzmeister gewählt.
- 2016: Konstantin Kuhne (HZDR)
- 2017: Lara Grünig (HZG)
- 2018: Lara Grünig (HZG)
- 2019: Oguzhan Kaya (DKFZ)
- 2020: Kevin Becker (HZI)
- 2021: Thore F. Sager (GEOMAR)
- 2022: Thore F. Sager (GEOMAR)
- 2023: Simon Göllner (Helmholtz Munich)

## Satzung
Auf dem Jahrestreffen 2007 wurde für die Helmholtz Juniors eine Satzung beschlossen und auf dem Jahrestreffen 2017 erweitert. Die Werte der Helmholtz Juniors sind (Auszug aus der Präambel):
- Fairness untereinander
- Offenheit für neue gute Ideen
- Zuverlässigkeit
- Gleichberechtigung

## Doktorandenkonferenzen
Im Jahr 2012 wurde von der Helmholtz-Juniors erstmals eine Helmholtz-weite Doktorandenkonferenz organisiert. Sie trug den Namen „Helmholtz Vernetzungstag“ und wurde aus überschüssigen Finanzmitteln der Helmholtz-Gemeinschaft finanziert. Im Folgejahr wurde eine Neuauflage des PhD Day geplant, aber wegen fehlender Finanzierung nicht ausgeführt. Nach Diskussionen innerhalb der Helmholtz Juniors und Gesprächen mit dem scheidenden Präsidenten der Helmholtz-Gemeinschaft Jürgen Mlynek und dem neuen Präsidenten Otmar Wiestler wurde im Jahr 2015 ein Budget zur Durchführung eines Helmholtz-Doktoranden-Events beantragt und im Folgejahr genehmigt.
Bisherige Konferenzen:
- 2012: „Helmholtz Vernetzungstag“, 13.–14. September in Berlin-Adlershof am HZB und DLR[5]
- 2016: „NextGen@Helmholtz“, 28.–30. September in Braunschweig am HZI[6]
- 2017: „NextGen@Helmholtz“, 5.–7. Juli in Kiel am GEOMAR[7]
- 2018: „NextGen@Helmholtz“, 25.–27. Juli in Potsdam am GFZ[8]

## N2– Netzwerk der Doktorandennetzwerke
Im Jahr 2017 entstand N2, ein „Netzwerk der Doktorandennetzwerke“. Es dient dem Austausch und soll die Kräfte für gemeinsame Anliegen bündeln. Mitglieder sind:
- die Helmholtz Juniors
- das Max Planck PhDnet (PhD-Netzwerk der Max-Planck-Gesellschaft, 2003 gegründet[11])
- das Leibniz PhD Network (PhD-Netzwerk der Leibniz-Gemeinschaft, 2016 gegründet[12])
- das PhD-Netzwerk am Institut für Molekulare Biologie in Mainz (assoziiertes Mitglied seit 2018)

In den Jahren 2017, 2019 und 2021 wurden gemeinsame N2-Konferenzen abgehalten.